# Lagor
Lagor település Franciaországban, Pyrénées-Atlantiques megyében. Lakosainak száma 1134 fő (2022. január 1.). Lagor Abidos, Lahourcade, Lucq-de-Béarn, Maslacq, Mont, Mourenx, Os-Marsillon, Sauvelade és Vielleségure községekkel határos.

## Népesség
A település népességének változása:
| Lakosok száma | 1201 | 1188 | 1211 | 1194 | 1176 | 1158 | 1140 | 1131 | 1134 |
|               | 2013 | 2015 | 2016 | 2017 | 2018 | 2019 | 2020 | 2021 | 2022 |